# Bitva u Aegatských ostrovů
Bitva u Aegatských ostrovů bylo starověké vojenské střetnutí mezi Římskou republikou a Kartágem v rámci První punské války. Bitva byla svedena při západním pobřeží Sicílie 10. března 241 př. n. l. a stala se rozhodujícím námořním střetnutím mezi flotilami Kartága a Římské republiky během První punské války. Výsledkem této bitvy bylo přesvědčivé vítězství Římanů, jež přimělo Kartágince k uzavření míru.

## Před bitvou
Roky předcházející bitvě byly charakteristické relativně statickým vývojem, neboť dvacet let trvající náročné válčení vyčerpalo zdroje obou soupeřů. Starověký Řím trpěl nedostatkem prostředků k výstavbě loďstva, přičemž většina jeho lodí z počátku války byla zničena v bitvě u Drepana a během následné bouře. Kartágo této výhody nicméně nedokázalo využít ke svému prospěchu. Nepřátelské operace mezi Římany a Kartáginci se pozvolna omezily na pozemní akce na Sicílii. Když kartaginský vojevůdce Hamilkar Barkas začal na ostrově postupně získávat převahu, rozhodli se Římané v roce 242 př. n. l. k výstavbě nové flotily, s níž by mohli opět nabýt nad Kartágem převahu. Závažný problém v té době byla prázdná římská státní pokladna. Tento problém nakonec vyřešil římský patriotismus a oddanost bohatých Římanů, kteří poskytli peněžní prostředky nezbytné k vybudování loďstva. Zanedlouho bylo tímto způsobem postaveno loďstvo čítající zhruba 200 pětiveslic (quinqueremes).
Velením nad flotilou byl pověřen konzul Gaius Lutatius Catulus, k němuž byl přidělen praetor Quintus Valerius Falto. Zvraty štěstěny, jež stíhaly Římany v dřívějších námořních bojích, je přinutily k provedení řady inovací. Římské lodě se tak staly odolnější vůči nepříznivému počasí, jelikož bylo upuštěno od používání havranů (corvus), kteří je činili příliš nestabilními během bouří. Ještě před opuštěním bezpečných vod se Catulus a Falto věnovali tvrdému tréninku posádek v manévrováni, díky čemuž získali loďstvo skvící se na vrcholu sil a bojových schopností. Zprávy o nepřátelské aktivitě ovšem nezůstaly Kartágincům utajeny, pročež byla rekonstruována taktéž kartaginská flotila, jež nyní disponovala kolem 250 lodí (část z nich ale nebyla dostatečně osazena). Velení kartaginských sil bylo přenecháno admirálu Hannovi, jenž byl o několik let dříve poražen v bitvě u mysu Eknomus.

## Aegatské ostrovy
Catulus nejprve oblehl sicilské město Lilybaeum zablokováním jeho přístavu, čímž přerušil zásobovací a komunikační linie Hamilkarova vojska na ostrově. Zbytek roku strávil Catulus vyčkáváním na kartaginskou reakci. Protože zatím uplynulo jeho funkční období, byl římským senátem potvrzen ve velení ustavením prokonzul. Kartaginská flotila určená k vyproštění Lilybaea dorazila teprve v následujícím roce (241 př. n. l.). Poblíž nedalekých Aegatských ostrovů nařídil Hanno zastavit plavbu, neboť chtěl počkat na příznivý vítr, jenž by mu umožnil nabrat rychlost k vyplutí do Lilybaea. Avšak bdělé římské hlídky zpozorovaly kotvící kartaginské lodě, načež Catulus přerušil blokádu a vytáhl vstříc nepřátelům.
V ranních hodinách 10. března 241 př. n. l. zadul vítr příznivý pro Kartágince a proto Hanno přikázal okamžité rozvinutí plachet. Catulus nyní čelil riziku útoku za podmínek větru foukajícího proti přídím jeho lodí. Zároveň si však uvědomoval, že pokud Hannonovi nezabrání v přistání v Lilybaeu, Hamilkarovi muži tísnění na Sicílii obdrží životně důležité posily, což povede k pokračování války. Navzdory nepříznivým podmínkám proto konzul nařídil seřazení lodí do bitevní formace. Aby se Římané vyrovnali Kartágincům v rychlosti, rozkázal zbavit lodě veškeré nepotřebné výstroje včetně stěžňů a plachtoví. Sám Catulus se ovšem bitvy nezúčastnil kvůli zranění, jež utrpěl v dřívějším střetu, takže v následném boji velel Římanům Catulův zástupce Quintus Valerius Falto. V důsledku svého odlehčení prokázaly římské lodě v nastalém střetnutí větší pohyblivost, zatímco Kartáginci byli příliš těžkopádní, k čemuž přispělo rovněž přetížení zásobami pro vojsko na Sicílii. Kartaginské posádky navíc postrádaly dostatečný výcvik a zkušenosti. Římské lodě dosáhly v boji záhy převahy, neboť díky zdatnosti svých posádek, lepšímu manévrování a vyšší ovladatelnosti dokázaly zpřerážet vesla nepřátelských lodí a poté prorazit jejich boky svými zobci. Polovina kartaginské flotily byla následně potopena nebo zajata. Zbytek Kartáginců se zachránil jen vlivem náhlé změny větru, která jim umožnila odpoutat se od Římanů, jimž chybějící plachty zamezily v pronásledování. Hanno byl po svém neslavném návratu do Kartága ukřižován.

## Konec první punské války
Po tomto drtivém vítězství nad kartaginskou flotilou obnovil Catulus obléhání Lilybaea, jež bylo brzy poté Římany dobyto. Hamilkar Barkas a jeho armáda tím byli izolováni na Sicílii, na níž Kartágu zůstávalo v držení pouze několik málo pevností. Bez prostředků nutných k vypravení nové flotily a doplnění pozemních sil bylo Kartágo přinuceno uznat porážku a podepsat s Římem mírovou smlouvu, čímž byla první punská válka po dlouhých dvaceti třech letech ukončena. Na oslavu vítězství nechal Gaius Lutatius Catulus postavit na Martově poli chrám zasvěcený bohyni Juturně, jehož pozůstatky se dosud nacházejí na náměstí Largo di Torre Argentina v Římě.